# Ars Brunensis
Ars Brunensis je neprofesionální smíšený pěvecký sbor působící v Brně pod vedením Dana Kalouska. Soubor vznikl v roce 1979, prvním dirigentem byl Jan Rozehnal; od roku 2002 do současnosti ho vede Dan Kalousek. Známý je interpretací hudebních děl z doby baroka a renesance, dlouholetou spoluprací s Vladimírem Franzem a dalším zaměřením na soudobou českou tvorbu (skladby Jiřího Pavlici, Petra Ebena) i realizací projektů dalších hudebních žánrů (jazz, muzikál). V září 2018 v Olomouci za účasti Filharmonie Bohuslava Martinů Zlín Ars Brunensis provedl českou premiéru skladby Stabat Mater velšského skladatele Karla Jenkinse.

## Historie

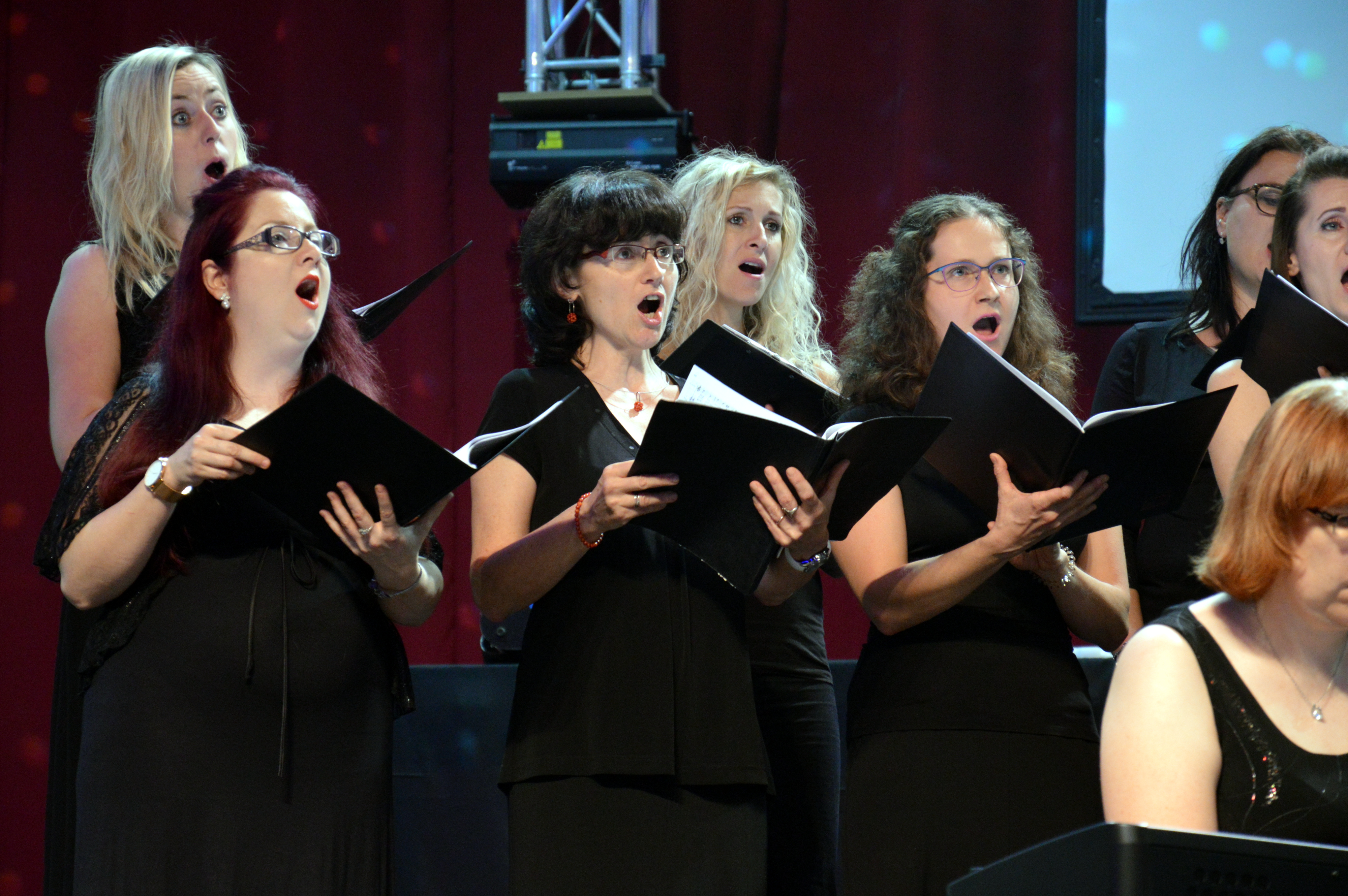
Sbor Ars Brunensis

Sbor vznikl v roce 1979, prvním sbormistrem byl Jan Rozehnal, dále u sboru působili Tomáš Hanus, Stanislav Kummer a Roman Válek. Uměleckým vedoucím je od roku 2002 (sbormistrem od roku 2000) Dan Kalousek. V letech 2016 – 2018 byla sbormistryní také Zuzana Kadlčíková.
Od roku 1997 trvale spolupracuje s Vladimírem Franzem, v dubnu 2009 Ars Brunensis provedl premiéru Franzovy opery Údolí suchých kostí. V květnu 2015 provedl také v premiéře upravenou verzi jeho skladby Prezidentská volba.
Dne 23. září 2018 se v dómu sv. Václava v Olomouci za účasti Filharmonie Bohuslava Martinů Zlín a sboru Ars Brunensis konala česká premiéra Stabat Mater velšského skladatele Karla Jenkinse.

## Z diskografie
- Petr Eben: Pražské Te Deum 1989, vydavatel Orfeus 1994
- Leonard Bernstein: Missa Brevis, Gabriel Fauré: Requiem op. 45, vydavatel Orfeus 1997
- Vladimír Franz: Júdit, vydavatel Křik 1999 - Suita z hudby ke stejnojmennému scénickému oratoriu, zpívá Ars Brunensis, sbormistr Roman Válek
- Petr Eben, vydavatel Křik 1999, sbormistr Roman Válek
- Pastoral masses - Jiří Pavlica, Georgius Zrunek. Hradišťan, Ars Brunensis Chorus, Brno Chamber Orchestra, Roman Válek (CD, Supraphon 2000)
- Heinrich Hartl: Dialoge vydavatel Label 11, 2013